# Casinaria granulicoxis
Casinaria granulicoxis là một loài tò vò trong họ Ichneumonidae.